# Frieda Inescort
Frieda Inescort (Edinburgo, 29 de junio de 1901 – 26 de febrero de 1976) fue una actriz escocesa, reconocida por crear el personaje de Sorel Bliss en la obra Hay Fever de Noël Coward. Actuó en la reconocida producción de Broadway Escape de John Galsworthy en 1927.
Frieda Wrightman adoptó el apellido de su madre y se trasladó a Hollywood, donde debutó en la película The Dark Angel (1935). Posteriormente aparecería en películas como Mary of Scotland (1936), The Letter (1940), The Trial of Mary Dugan (1941), You'll Never Get Rich (1941) y A Place in the Sun (1951).
Actuó junto a Laurence Olivier y Greer Garson interpretando a Caroline Bingley en la versión fílmica de 1940 de la novela de Jane Austen Orgullo y prejuicio. También protagonizó la película de terror El regreso del vampiro de 1944 junto a Béla Lugosi.
Inescort falleció en una comunidad de retiro en Woodland Hills, California, a los 74 años de edad.

## Filmografía parcial
- Another Dawn (1937)
- Call It a Day (1937)
- The Great O'Malley (1937)
- Woman Doctor (1939)
- Convicted Woman (1940)
- Pride and Prejudice (1940)
- The Letter (1940)
- Father's Son (1941)
- It Comes Up Love (1943)
- The Return of the Vampire (1944)
- A Place in the Sun (1951)
- The Alligator People (1959)